# ژانگ یوفنگ
ژانگ یوفنگ (انگلیسی: Zhang Yufeng؛ زادهٔ ۹ فوریهٔ ۱۹۷۷) بازیکن بیسبال اهل چین بود. در بازی‌های المپیک تابستانی ۲۰۰۸ شرکت کرده‌است.